# Жостовський розпис

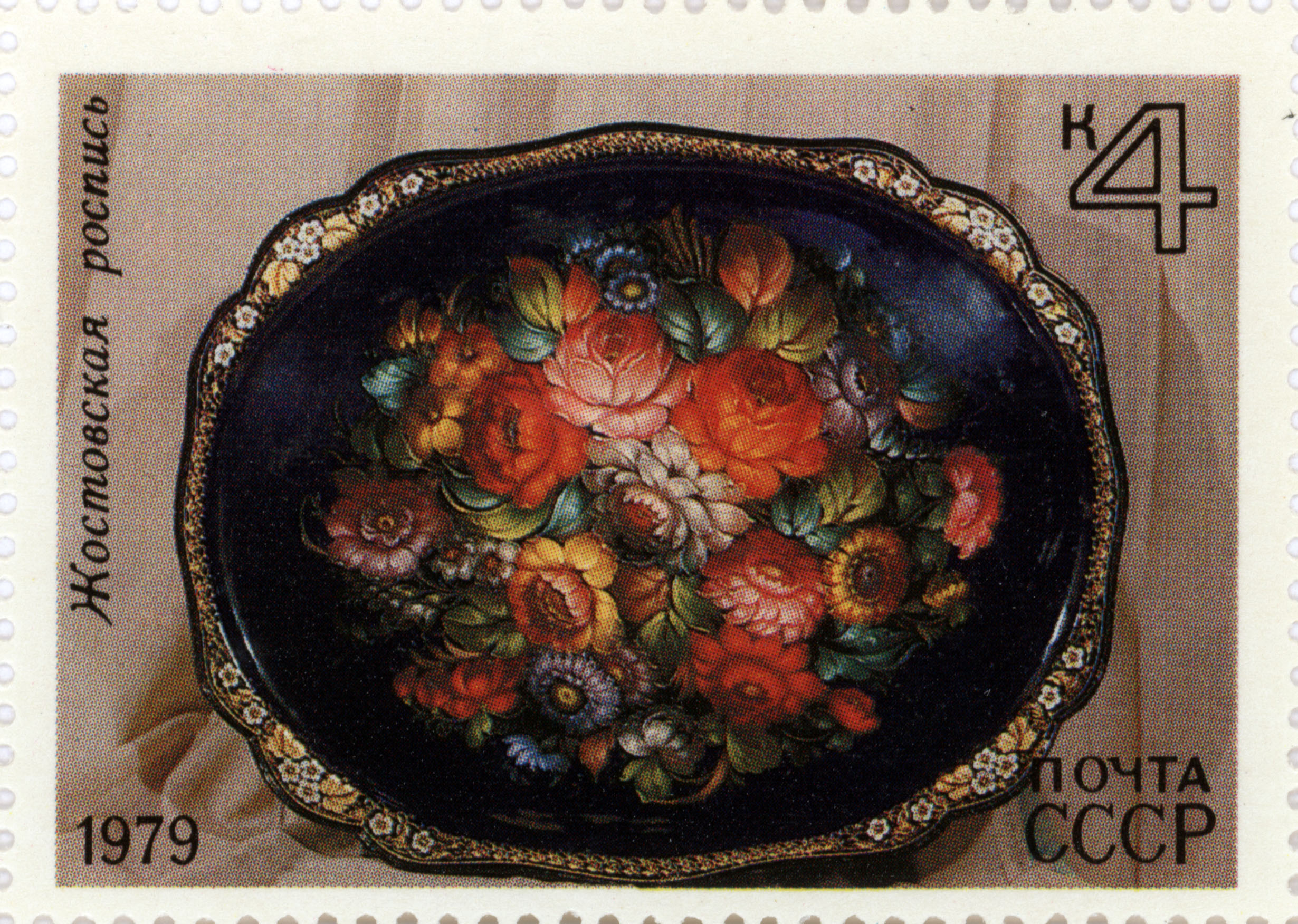
Поштова марка СРСР: «Жостовський розпис», 1979 рік.

Жостовський розпис — російський народний художній промисел розпису кованих металевих (жерстяних) підносів, існує з 1825 року в селі Жостово Митищинського району Московської області.
Основний мотив жостівського розпису — квітковий букет.

## Історія розпису
Історія Жостово і жостовського промислу сягає початку 19-ого століття, коли в кількох підмосковних селах колишньої Троїцької волості (нині Митищинський район Московської області) — Жостово, Осташкові, Хлєбникові, Троїцькому та інших — виникли майстерні з виготовлення розписних лакованих виробів з пап'є-маше. Традиції цього розпису з'явилися в Жостово і навколишніх селищах на основі більш раннього тагильського розпису (18-те століття). Основний мотив жостовського розпису, як і тагильського, — це квітковий букет.
У 1922 р. в селі Новосельцево виникла «Новосельцева трудова артіль» із випуску залізних лакованих підносів; в 1924 р. в селі організувалися «Жостовська трудова артіль» і «Спецкустарь»; у 1925 р. — «Лакувальник» і одночасно в селі Троїцьке — артіль «Свій труд» з розпису підносів. Всі вони були об'єднані в 1928 р. в спеціалізовану артіль «Металлоподнос» в селі.
1920-1930-ті роки були нелегкими в історії Жостово. Загальні для радянського мистецтва тенденції прямолінійного затвердження сучасності і реалізму приводили до того, що організації намагалися змінити традиційний напрям їх розвитку і впроваджували в жостовський живопис зразки орнаментальних і тематичних композицій, створені художниками-професіоналами без урахування специфіки місцевого мистецтва і вони несуть риси станковизму і натуралізму. Провідні митці розуміли чужорідність подібних новацій самої суті народної творчості, зуміли протистояти їм і направити нові ідеї на поглиблення традиційної майстерності.
У 1960-ті роки почався новий етап в історії Жостово, який триває і зараз. Художній розпис підносів набував дедалі більшого авторитету і популярності, не тільки завдяки масовим виробам, але й унікальним творам провідних майстрів, що все частіше привертали увагу численних виставок у країні і за кордоном. За свою історію жостовські підноси з побутового предмета стали самостійними декоративними панно, а ремесло, що слугувало колись підмогою для землеробства, отримало статус унікального виду російського народного мистецтва. Сьогодні декоративний розпис знаходиться на підйомі. Це не означає, що в житті промислу немає складнощів і проблем. Вони існують у всіх сферах нашої культури, якій доводиться протистояти сучасній комерціалізації. Жостово наслідують, намагаються підроблятися під стиль і навіть авторські манери художників. Однак колектив, що постійно працює в промислі, володіє високим професіоналізмом, досягнутим багаторічною наполегливою працею та творчими пошуками, вдосконаленням майстерності і постійною орієнтацією на найкращі зразки зі спадщини старих майстрів. До цього треба додати вивчення історії мистецтва, класичного натюрморту і різних видів російського прикладного і народного мистецтва, що поповнюють «творчу скарбничку» майстрів.

## Особливості розпису жостовського

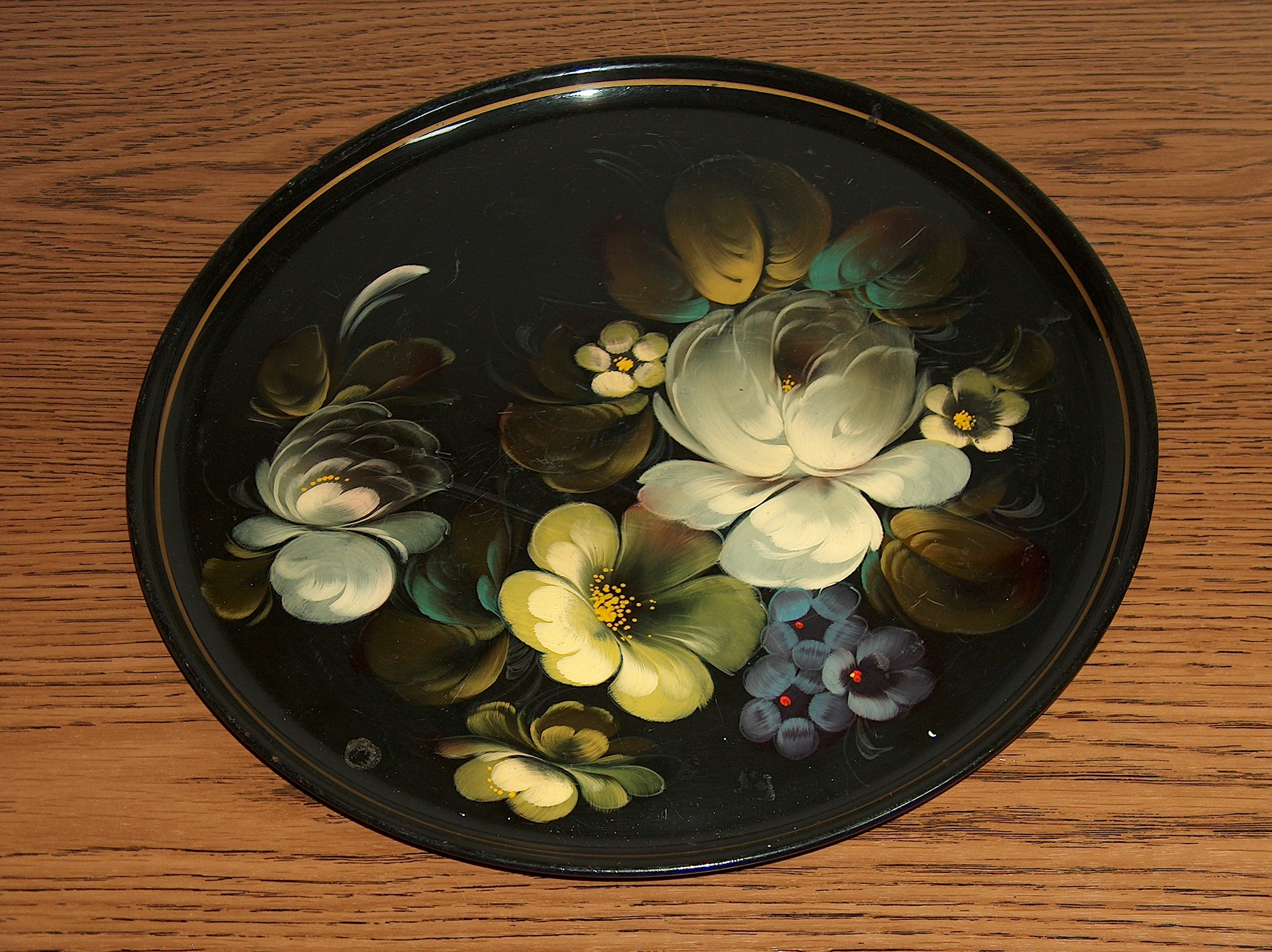

У мистецтві жостовських майстрів реалістичне відчуття живої форми квітів і плодів поєднується з декоративною узагальненістю, споріднений із російською народним пензлевим розписом на скринях, берестяних туєсах, пряжках тощо. Основний мотив розпису — квітковий букет простої композиції, в якому чергуються великі садові і польові квіти. Розпис робиться звичайно на чорному тлі (іноді на червоному, синьому, зеленому, срібному), причому майстер працює відразу над декількома тацями.
За призначенням підноси діляться на дві групи: для побутових цілей (під самовари, для подачі їжі) і як прикраса.
За формою бувають круглі підноси, восьмикутні, комбіновані, прямокутні, овальні та інші.
Провідні художники жостовського промислу — М. В. Лебедєв, Н. Фролова, О. Кошкіна, Т. Агеєва, Е. Мешкова, О. Борисова, Т. Куракіна.
21 грудня 2013 ТОВ «Жостовські фабрика декоративного розпису» відкрила салон «Жостово» в ГУМі (Головний Універмаг Москви) на 3-му поверсі, 3 лінії. Адреса: Красна площа б. 3.

## Див.також
- Жостово (село)
- Жостовська фабрика декоративного розпису